# Bijedni ljudi
Bijedni ljudi (ruski: Бедные люди; latinica: Bednye lyudi) je prva knjiga ruskog pisca Fjodora Dostojevskog, koju je pisao preko devet mjeseci između 1844. i 1845. godine. Knjiga je prvi put izdana 1846. godine.
Inspiriran djelima Gogolja, Puškina i Karamzina, te engleskih i francuskih autora, Bijedni ljudi su napisani u obliku pisama izneđu dva glavna lika: činovnika Makara Devuškina i siromašne djevojke Varenjke Dobroselove. Roman prikazuje život siromašnih ljudi, njihov odnos s bogatašima i općenito siromaštvom, česte teme naturalizma u književnosti.

Bijedni ljudi ima epistolarnu formu to jest pisan je u obliku pismama. Takvim književnim stilom Dostojevski je pokušao jednostavnije ući u duhovni svijet svojih junaka.
 
U toj knjizi će se pojaviti tipovi likova koji će pisca zaokupljati tijekom cijeloga stvaralaštva:
- gradski činovnik koji se ne miri sa svojim ponižavajućim položajem u društvu,
- dobra i nesretna djevojka,
- usamljenici i
- sanjari.

1846. godine objavljuje i pripovijetku Dvojnik, u kojoj lik činovnika Goljadkina doživljava šizofrena podvajanja ličnosti (kao i lik Popriščina u Gogoljevoj pripovijetci Luđakovi zapisi 1835.). U tom djelu podvajanje ne donosi zadovoljstvo i neku vrst izlaza liku Goljadkina, kako je to s likom Gogoljeva Popriščina. Motiv samog podvajanja ličnosti postat će stvaralačka opsesija Dostojevskoga, koji će koristiti u sljedećim djelima na različite načine varirati i razvijati.
 
Te 1846. godine dogodit će se sudbonosno upoznavanje Dostojevskoga sa krugom petraševaca oko Mihaila Vasiljeviča Petraševskog, utopijskoga socijalista. U tom društvu Dostojevski će naći sugovornike s kojima je mogao raspravljati o tada suvremenim temama odnosu kmetova i njihovih gospodara, novinarstvu i slobodi tiska, pitanjima religije i ateizma, obiteljskome životu, hijerarhijama vlasti u državi.